# Angela Gutierrez
Ângela Gutierrez (Belo Horizonte, 15 de setembro de 1950) é uma empresária e colecionadora de arte brasileira.
De origem étnica plural e diversificada, formou-se em Administração de Empresas, com especialização em Marketing, pela Fundação Getúlio Vargas. Foi secretária de Cultura de Minas Gerais e fundou em 1998 o Instituto Cultural Flávio Gutierrez, para promover projetos museológicos e programas culturais. O instituto leva o nome do seu pai, Flávio Castelo Branco Gutierrez, um dos três fundadores do grupo Andrade Gutierrez.
Fundou também o Museu do Oratório, em Ouro Preto, e o Museu de Santana, em Tiradentes.
Recebeu em 2000 a Ordem do Mérito Cultural.